# Madame du Barry

Jeanne du Barry av Elisabeth Vigée-Lebrun, 1782, Washington, the Corcoran Gallery of Art.

Jeanne du Barry, ursprungligen Marie-Jeanne Bécu, född 19 augusti 1743 i Vaucouleurs, Meuse, död 8 december 1793 på Place de la Révolution, Paris (avrättad), var en fransk kurtisan. Hon var Ludvig XV:s mätress efter Madame de Pompadours död, från 1769 till 1774.

## Tidigt liv

### Barndom
Jeanne du Barry var utomäktenskaplig dotter till Anne Bécu (död 1788), som var sömmerska i byn Vacouleurs i Lorraine. Familjen Bécu var bönder, men Jeannes morfar Fabien hade gift sig med en förmögen änka efter en greve Mondidier de Cantigny: han hade dock gjort slut på hennes förmögenhet, flyttat tillbaka till Vacouleurs och blivit kock. Anne, liksom hennes sex syskon, var hans barn i hans andra äktenskap med en kammarjungfru, och hans barn hade med undantag av Anne blivit anställda som finare tjänstefolk i olika adliga hushåll.
Jeannes far är okänd: det lokala skvallret pekade ut munken Jean-Baptiste Gomard de Vaubernier, som vid samma tidpunkt förvisades från sitt kloster Picpus. År 1747 fick modern ytterligare ett barn, brodern Claude, med ämbetsinnehavaren Billard-Dumonceaux från Paris, som då besökte staden i affärer. Samma år flyttade Jeanne med sin mor till Paris, där de först bodde hos mostern Helene, som var hushållerska åt den kungliga bibliotekarien. Brodern dog efter någon månad, och därefter bosatte de sig hos Dumonceaux, där hennes mor anställdes som kokerska hos Dumonceaux mätress, den italienska kurtisanen Madame Frederique (Francesca).
År 1749 gifte sig modern med Nicolas Rancon, en före detta betjänt som levde på ett underhåll från sin förre arbetsgivare och som av Dumonceaux också försågs med en byråkratisk tjänst för armékommissariatet för Korsika. Jeanne blev i samband med detta på Dumonceaux bekostnad placerad som elev i klosterskolan St Aure i Paris, där hon tillbringade nio år. St Aure lärde sina elever inte enbart hushållskunskaper utan även musik, dans, teckning och konst. Jeanne beskrivs som en duktig och uppskattad elev med talang för teckning.

### Tidigt yrkesliv
Då hon lämnade klosterskolan 1758 anställdes hon som lärling hos hårfrisören Lametz, som var frisör åt hennes moster Helene Becus arbetsgivares hustru. Jeanne och Lametz inledde ett förhållande och levde som sambor, något som fick Lametz mor att hota att anmäla hennes mor för att ha agerat hallick. Lametz mor anmäldes i sin tur av Jeannes mor och förlorade målet, men Lametz flydde i samband med målet till England. Samtidigt föddes en flicka vid namn Marie Josephine "Betsi": denna var officiellt dotter till Jeannes morbror Nicolas Bécu, men det anses troligt att hon var Jeannes dotter. Betsi omhändertogs av Jeannes mor, och Jeanne arrangerade så småningom (1781) ett äktenskap med markis de Biosseson åt henne och tog ofta emot henne som sin gäst. 
Jeannes liv mellan 1759 och 1761 är okänt, men 1761 anställdes hon som kammarjungfru hos en rik änka, madame de la Garde, på ett slott strax utanför Paris, där hon blev väl behandlad av de la Garde och uppvaktades av sin arbetsgivares två söner och deras vänner. Sedan hon avvärjt ett oönskat sexuellt närmande av de la Gardes lesbiska svärdotter, blev hon dock avskedad sedan hon av den övriga personalen anklagats för att ta emot nattliga besök och gåvor av madame de la Gardes söner och deras vänner. 
Mellan 1762 och 1763 arbetade Jeanne som butiksbiträde på Claude-Edme Labilles À la toilette, även kallad enbart Labille's, Paris' då mest berömda modehus, där butiksbiträdena anställdes för sin skönhets skull och var kända för att leva på gåvor från sina manliga kunder. Då hon anställdes på Labille's antog hon först namnet Mademoiselle Lange och därpå Vaubernier.

### Kurtisan
År 1763 blev Jeanne älskarinna åt en sutenör, greve Jean-Baptiste du Barry. Du Barry var en fattig gift adelsman från Toulouse som sedan tio år tillbaka hade levt i Paris, där han försörjde sig på spel och på att värva, träna upp och prostituera kvinnor: bland hans kunder fanns hertigen av Nivernais och hertigen av Richelieu, kungens personliga vän. Du Barry hade också sedan länge haft ambitionen att placera en av sina prostituerade som monarkens nästa mätress. Jeanne blev du Barrys älskarinna efter en överenskommelse mellan du Barry och hennes föräldrar, och hon och modern flyttade därefter in hos honom. 
Den 14 december 1764 presenterades Jeanne officiellt som du Barrys officiella mätress på operan Comedies Italienne under namnet Mademoiselle Vaubernier, medan hennes mor antog namnet Madame de Montrabé, och höll 1765 en maskeradbal där hon visades upp. Du Barry lanserade henne snart som kurtisan och fick sin son, Adolphe du Barry, anställd som hovpage genom att sälja Jeannes sexuella tjänster till kungens vän  hertigen av Richelieu. Jeanne och Adolphe du Barry, som var sex år yngre än henne, kom väl överens, och det är möjligt att det var svartsjuka från Jean du Barry mot hans son och älskarinna som gjorde att Jeanne lämnade du Barry under en tid 1765, men snart övertalades av sin mor att återvända. Du Barry flyttade henne då till staden Versailles, där han köpte ett hus och prostituerade henne som lyxkurtisan till en exklusiv krets inflytelserika personer. Bland hennes kunder fanns den berömda  prins du Ligne. Hon kallades då Jeanne de Vaubernier. Du Barrys mål var att prostituera Jeanne till kungen, men han ville undvika att hon endast blev en tillfällig förbindelse, en av kungens tillfälliga partners i Parc des Cerfs. Du Barry såg till att hon utbildades inför den tänkta platsen hos kungen, bland annat genom att få sin son, hovpagen Adolphe du Barry (1751–1778), att undervisa henne om sederna vid hovet. 
Våren 1768 sände du Barry henne för första gången till hovet i Versailles. Hennes uppdrag var att förföra finansminister César Gabriel de Choiseul, som genom du Barrys kontakter hade gått med på att ta emot henne, ovetande om hennes verkliga ärende. Hon angav formellt att hennes ärende var oro över att förlora sin investering i en armékontraktör, ansvarig för att förse armén i Corsica med livsmedel. Choiseul avvisade dock hennes ärende. Hon beviljades ett nytt möte, men då hon denna gång begick misstaget att hänvisa till du Barry avvisades hon omedelbart av Choiseul som genast misstänkte att hon var en prostituerad med uppgift att förföra honom. På vägen från sitt andra möte med finansminister Choiseul eskorterades hon av en kontakt till en plats varifrån hon kunde se kungen gå till mässan. Att se kungahusets medlemmar äta och gå till mässan var vid denna tid tillåtet för alla som var prydligt klädda.

## Mätress

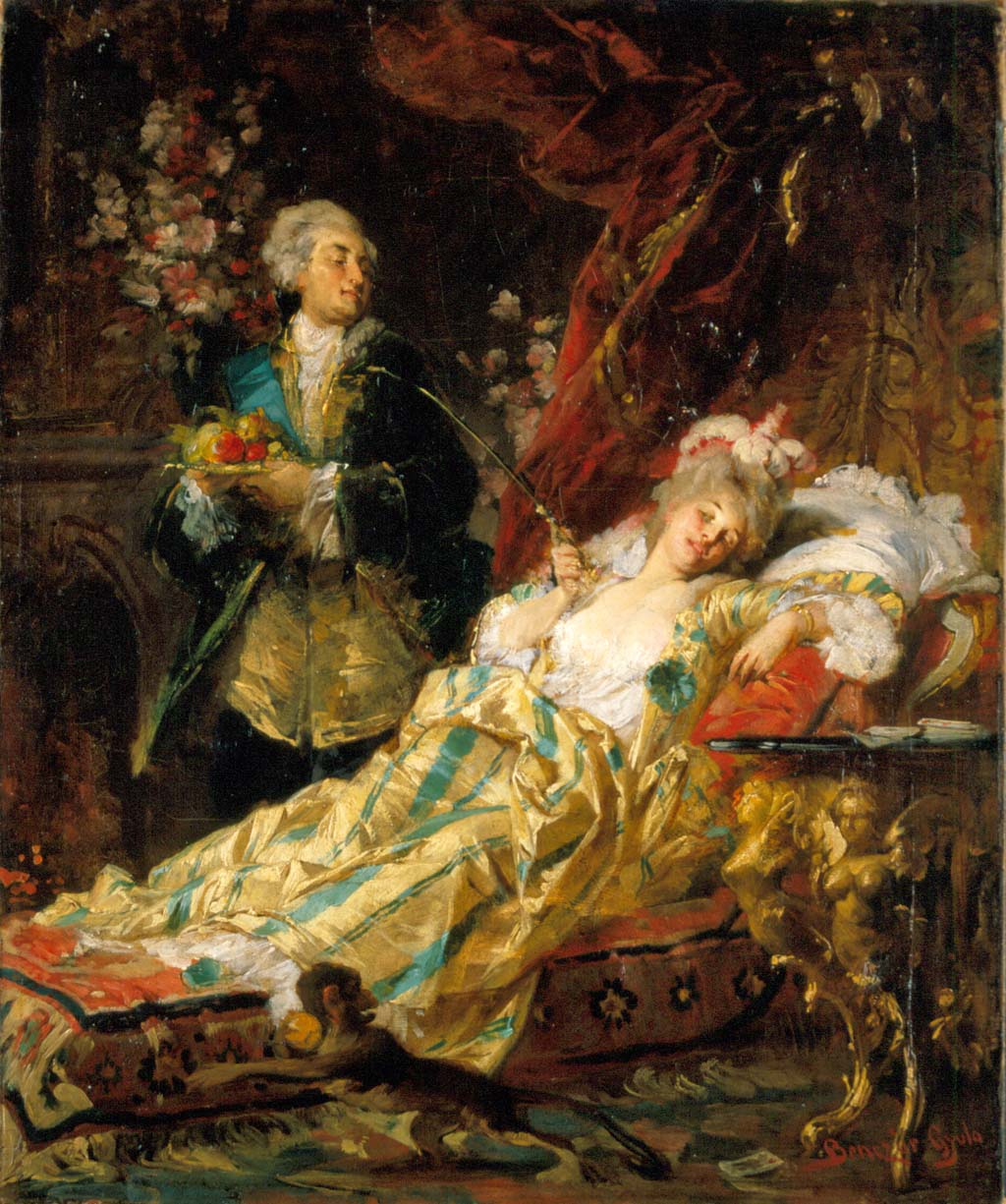
"Louis XV och Dubarry" av Benczúr, 1874.

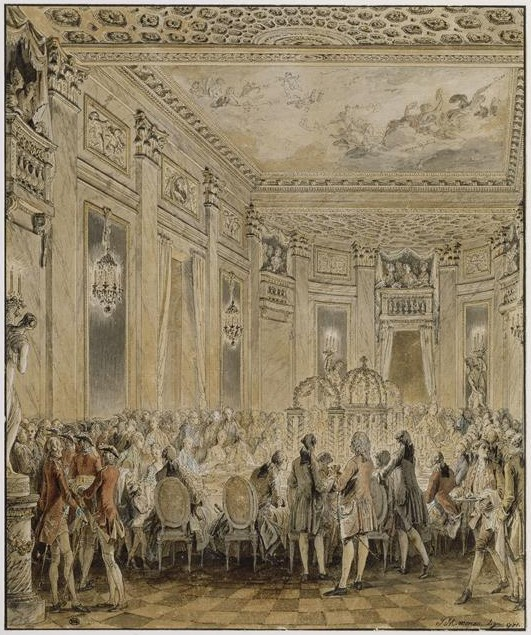
Jean-Michel Moreau: Fête donnée à Louveciennes le 2 septembre 1771, en fest på Château de Louveciennes för vilken Jeanne stod värd, Musée du Louvre, Paris.

### Presentation för Ludvig XV
Jeanne de Vaubernier blev upptäckt av Ludvig XV när hon lyckades fånga hans blick och le mot honom då han var på väg till mässan. Kungen bad då sin betjänt Lebel, som brukade förse honom med tillfälliga sexuella kontakter, att ta reda på vem hon var, och kort därpå inledde hon sitt förhållande med monarken. Förhållandet inleddes strax före drottningens död 25 juni 1768. Förbindelsen var först hemlig, och kungens betjänt Lebel hämtade henne regelbundet från du Barrys hus i staden Versailles upp till slottet. Jeanne presenterades för kungen som en gift kvinna med förhållanden inom hovet och bankirvärlden, och fick ge Lebel ett hälsocertifikat innan hon visades in till kungen. Relationen blev snabbt känd vid hovet, där man, på grund av hennes samhällsklass, antog att hon endast var en tillfällig sexpartner av det slag som brukade installeras i Parc des Cerfs. Ludvig XV förklarade dock att han tänkte stänga Parc des Cerfs och installera Jeanne som officiell mätress vid hovet, något som endast var möjligt för en gift och adlig kvinna. Då Lebel meddelade kungen att Jeanne var en ogift prostituerad från samhällets botten, gav han order om att hon genast skulle giftas bort med en adlig man för att göra det möjligt för henne att presenteras vid hovet. Lebel avled av chocken. Hovet fick se Jeanne för första gången då hon följde med till slottet i Compiègne under dess vistelse där, då hon kunde ses i ett luxuöst ekipage betalad av du Barry, men ingen tillhörande hovet talade med henne eftersom hon inte var presenterad.

### Installation som mätress
Den 1 september 1768 gifte sig Jeanne med Jean du Barrys bror, greve Guillame du Barry, i Paris i närvaro av sin mor, styvfar och troliga biologiska far. Hennes mor och styvfar fick de påhittade adliga namnet de Montrabé och hennes biologiske far rangen av kunglig allmoseutdelare. I äktenskapskontraktet fick Jeanne du Barry absolut rätt över sin enskilda egendom, inkomster och eventuella barn och ansvaret för hushållets räkningar. Efter den snabba vigseln återvände Guillame du Barry till landet och Jeanne till hovet. Äktenskapet fullbordades aldrig.  
Jean du Barry inbjöd samtidigt sin ogifta syster, Claire Francoise "Chon" du Barry, till hovet som sällskap åt Jeanne. Chon, som beskrivs som intelligent och kvick och som brukade skriva artiklar till den lokala pressen, lärde henne etiketten och roade kungen med sin kvickhet på hans och Jeannes privata middagar. I egenskap av gift grevinna hade Jeanne rätt att presenteras vid hovet. En sådan presentation skulle skötas av en redan presenterad person av samma kön, och kungen övertalade grevinnan de Béarn till priset av en betalning av hennes skulder och var sin befordran åt hennes två söner.       
Jeanne du Barry presenterades officiellt vid hovet söndagen den 22 april 1769 klädd i silver- och guldtyg och smyckad med diamanter. Måndagen därpå närvarade hon vid mässan i slottskapellet tillsammans med Chon på samma plats där Madame de Pompadour förut suttit, och övertog de kabinettrum strax ovanför kungens, som var förbundna med hans rum via en lönntrappa och där Pompadour tidigare bott, och försågs med ett årligt underhåll på 200 000 livres och slottet Louveciennes. Som presenterad medlem av adeln hade hon rätt att deltaga i hovets sällskapsliv och aktiviteter, så som att sitta vid kungens spelbord och delta vid kronprinsens och prinsessornas offentliga middagar. Presentationen innebar också att hon nu var officiell mätress, maîtresse en titre, och en offentlig person vid hovet. Detta uppfattades som en sensation: aldrig tidigare hade en kvinna av så låg börd varit officiell kunglig mätress i Frankrike. Hovet hade blivit chockerat redan av Madame de Pompadour, som kommit från den icke adliga borgarklassen, och detta var en ännu värre chock för hovadeln. 

### Livet vid hovet
Jeanne du Barry utsattes för social utfrysning av hovadeln under ledning av Choiseul-partiet, särskilt av hans Choiseuls syster hertiginnan Beatrix de Choiseul-Stainville och prinsessan de Beauvau, som hade intagit en inflytelserik plats vid hovet sedan Pompadours död. Kungen bröt bojkotten genom att personligen bjuda in utvalda medlemmar av hovet att umgås med Jeanne. Han utsåg sedan åtta högadliga kvinnor som fick till uppgift att integrera Dubarry vid hovet genom att utgöra hennes sällskap. De främsta var  markisinnan de Mirepoix, som hade spelat en liknande roll för Madame de Pompadour, och grevinnan de Valentinois, som ofta åtföljde henne då hon rörde sig kring hovet. Bland övriga nämns furstinnan av Monaco och madame de Flavacourt, som alla drog nytta av bekantskapen. De hovdamer som legitimerade Jeanne du Barry socialt genom att delta i hennes och kungens supéer kallades vid hovet för soupeuse.
Jeanne beskrivs som sexuellt begåvad och skilde sig från sin företrädare, Madame de Pompadour, genom att ha fungerat som hans sexuella partner under hela deras relation, och genom att kungen var henne trogen under hennes tid som mätress. Hon fick Ludvig att slappna av genom att ordna en "borgerligt hemtrevlig" atmosfär för honom i sin privata våning på slottet, där hon lagade mat åt honom och serverade honom choklad. 
Jeanne ansågs inte bara vacker och sexuellt begåvad, utan beskrivs också enligt vittnesmål som en snäll och gladlynt karaktär, som sällan visade någon högfärd över sin position och visade sig tillmötesgående mot supplikanter. Hon sågs oftast i enkla vita klänningar förutom vid större tillfällen, då hon ofta bar guld- och silvertyg, och hon blev känd för sitt intresse för juveler: hon intresserade sig för smyckedesign, och introducerade en nyhet vid hovet genom att bära olika ädelstenar till samma smycke. Det var Jeanne du Barry som var den ursprungliga beställaren av det diamanthalsband som senare figurerade i den berömda halsbandsaffären kring Marie-Antoinette.

### Politiskt inflytande
Jeanne du Barry tog regelbundet emot supplikanter som ville dra nytta av hennes inflytande på monarken vid sitt toalettbord, sin så kallade levee. Hon spelade en stor roll i denna funktion, och hennes förböner hos kungen hade ofta framgång. Hon utverkade bland annat en benådning från dödsstraffet för en kvinna som dömts för barnamord sedan hon fött ett dött barn utan att registrera det, och för en soldat som deserterat på grund av hemlängtan. Den första tjänst av den här typen hon bad kungen om var att upphäva dödsstraffet för ett gammalt par, greven och grevinnan de Louesne. De hade blivit ruinerade och under två dagar belägrat sig i sitt hem, då de hotades med vräkning, genom beväpnat motstånd. Denna benådning gjorde mycket för att få Jeanne accepterad vid hovet. 
Jeanne du Barry fungerade som värdinna vid de privata middagar kungen arrangerade för Gustaf III av Sverige år 1770, något som kallats för hennes första triumf. Gustaf gav henne ett diamanthalsband till hennes knähund som gåva, medan hon gav honom ett av sina porträtt målad av  Drouis. Hon närvarade också vid den statsbankett som hölls till ära för den nygifta kronprinsessan Marie-Antoinette på Château de la Muette strax efter kronprinsbröllopet klädd i silvertyg med rubiner. 
Jeanne du Barry beskrivs själv inte som politiskt insatt eller intresserad, men hennes inflytande över kungen i kombination med att hon ogillades av Choiseul-partiet gjorde henne genast till centrum för oppositionen mot Choiseul, bland vilka inte enbart räknades hennes före detta hallick Jean du Barry, utan även kansler Maupeou, finansminister Terray och kretsen kring hertigen av Richelieu. Richelieu påverkade genom kungen för sitt motstånd mot minister César Gabriel de Choiseul och till förmån för sin syster/brorson, hertig Emmanuel Armand de Vignerot du Plessis. Dessa blev hennes stödgrupp vid hovet och kallades Barriens. Den 3 september 1770 lät Ludvig XV upplösa den rättsprocess Choiseul och prinsarna i allians med Parisparlamentet drev mot d'Aiguillon, med Jeanne du Barry närvarande i sin egen loge i parlamentslokalen. Detta gjorde Jeanne impopulär bland allmänheten. Hennes mest kända uppmärksammade politiska handling var att hon övertalade kungen att avskeda César Gabriel de Choiseul. Bakgrunden var Falklandskrisen 1769–1770. Krig höll på att bryta ut på grund av Storbritanniens och Spaniens anspråk på Falklandsöarna, ett krig som Frankrike riskerade att dras in i på grund av sin allians med Spanien. Choiseul förespråkade krig, medan kungen var emot. Jean du Barry och hans syster Chon gav då Jeanne du Barry i uppgift att övertyga kungen om att Choiseul själv hade provocerat fram krisen för sina egna ändamåls skull, att han borde avskedas och att det enda som behövdes för att avvärja krisen var att Ludvig XV personlige bad Karl III av Spanien att avstå från sina anspråk. Jean du Barry och Chon författade därefter det brev som Jeanne du Barry fick memorera och därefter diktera för kungen, och som sändes till Spanien 23 december. Det följdes strax därpå av avskedandet av Choiseul och hans exil till landet. I slutet av 1771 bad Choiseul kungen om en pension för att slippa bli ruinerad, och Jeanne du Barry gick då med på hans vänners vädjanden och övertalade kungen att ge honom den. Choiseul ersattes av Jeannes klient Emmanuel Armand de Vignerot du Plessis, och genom honom kunde hon inverka på ambassadörsposterna. Hon lät tillsätta Louis de Rohan som ambassadör i Wien, något som upprörde Österrikes monark Maria Theresa och därigenom hennes dotter, Frankrikes kronprinsessa Marie-Antoinette. 
Jeanne du Barry övervakade 1771 samtliga arrangemang vid bröllopet av kronprinsens yngre bror, valde ut de juveler kungen skulle skänka bruden och tillsättandet av posterna i parets nya hovstat.

### Konflikt med Marie Antoinette
Konflikten mellan Jeanne du Barry och den dåvarande kronprinsessan Marie-Antoinette är välkänd. Marie-Antoinette, hade fått en religiös uppfostran av sin mor, Maria Teresia av Österrike, och påverkades av kungens döttrar, prinsessorna Adelaide , Victoire och Sophie av Frankrike, till en stark avsky för Jeanne du Barry och hennes position som mätress. Som kronprinsessa och hovets första dam var det enligt etikettens regler Marie-Antoinettes privilegium att öppna samtalet, och med stöd av detta utsatte hon du Barry för en bojkott genom att vägra tilltala henne, något som innebar en social förödmjukelse och som stöddes av hovets du Barry-fientliga och Choiseul-vänliga parti. Hennes minister Emmanuel Armand de Vignerot du Plessis uppmuntrade hennes känsla av att detta hotade hennes ställning, eftersom hennes företrädare Pompadour hade accepterats av drottningen och öppet deltagit i sammanträden, och Jeanne klagade hos kungen. Vintern ledde schismen till en öppen konflikt. Det skedde under en tid av politisk spänning, då Österrike vid denna tid deltog i delningen av Polen, som också var Frankrikes allierade. Ludvig XV ogillade delningen, och polska representanter vädjade till Jeanne, som också kände sympati för nationen. Österrike fruktade för sin allians med Frankrike och för risken att Ludvig XV skulle ingripa militärt för att rädda Polen, och Österrikes ambassadör Florimond Claude de Mercy-Argenteau gjorde vad han kunde för att vinna över Jeanne. Mercy meddelade Maria Theresa av Österrike att det var nödvändigt att tvinga Marie-Antoinette att upphöra med sin bojkott av Jeanne. Mercy lyckades övertala Marie-Antoinette att tilltala Jeanne under en spelkväll, men planen misslyckades då Marie-Antoinette avbröts av prinsessan Adelaïde. Efter detta fick Maria Theresa personligen skriva till sin dotter och befalla henne att tilltala Jeanne. Vid mottagningen i drottningens våning nyårsdagen 1 januari 1772 tilltalade Marie-Antoinette slutligen Jeanne med orden: "Det har kommit många människor till Versailles idag". Ludvig XV var nöjd över sakens utgång och ingrep inte i den följande delningen av Polen. 

### Påtänkt morganatiskt äktenskap
Jeannes ställning hotades till viss del av kungens allt tätare besök hos sin dotter Louise, som blivit nunna och som i sin tur påverkad av ärkebiskopen av Paris uppmuntrade hans ökade religiösa skrupler. Det föreslogs att kungen skulle gifta om sig med prinsessan de Lamballe. Jeannes anhängare och kungens vän, hertigen av Richelieu, föreslog att kungen skulle ingå ett morganatiskt äktenskap med Jeanne, liksom Ludvig XIV hade ingått ett sådant med madame de Maintenon. Kungen övervägde förslaget och lade fram det för Louise, som lade fram det för ärkebiskopen, men förhandlingarna avbröts då de inblandade erinrade sig att Jeanne rent formellt sett redan var gift med Guillame du Barry, något som i hastigheten tycks ha glömts bort. Hennes ställning var dock inte hotad. Hon underhöll kungen i sitt slott Louveciennes och i dess paviljong, som låg intill Versailles och där kungen brukade stanna till och äta under sina jaktturer. Det förekom många rykten om kungens besök på Louveciennes, där Jeanne enligt ryktet ska ha kallat upp blondiner som fick ha samlag med hennes indiska slavbetjänt Zamor inför kungen, men det finns inget som bevisar att detta ska ha varit sant. Zamor, som var från Bengalen, hade getts som gåva till Jeanne från kungen och förblev hos henne i hela hennes liv. Hon lät döpa honom med en fadder ur högadeln och kungen gav honom titeln guvernör av Louveciennes. Under karnevalen 1774 höll hon sin kanske mest berömda fest för honom i en villa i staden Versailles, där hundra aktörer från Paris' teatrar hade tillkallats för att uppträda. 
I april 1774 insjuknade kungen efter en jakt sedan han tillbringat en natt med Jeanne du Barry i Petit Trianon. Det visade sig vara smittkoppor. Han fördes till slottet Versailles, där han under dagarna vårdades av sina döttrar och under nätterna, på sin begäran, av Jeanne. Då han 3 maj fick veta vilken sjukdom han led av, genom att de första utslagen slog ut på hans hand, kysste Jeanne hans hand, varefter han sände bort henne från slottet för att kunna avlägga bikt inför sin död. Hennes gamle anhängare Richelieu gav henne erbjudandet om asyl på hans slott, och hon fördes dit i hyrvagn för att inte attackeras på vägen.

## Under Ludvig XVI:s regeringstid

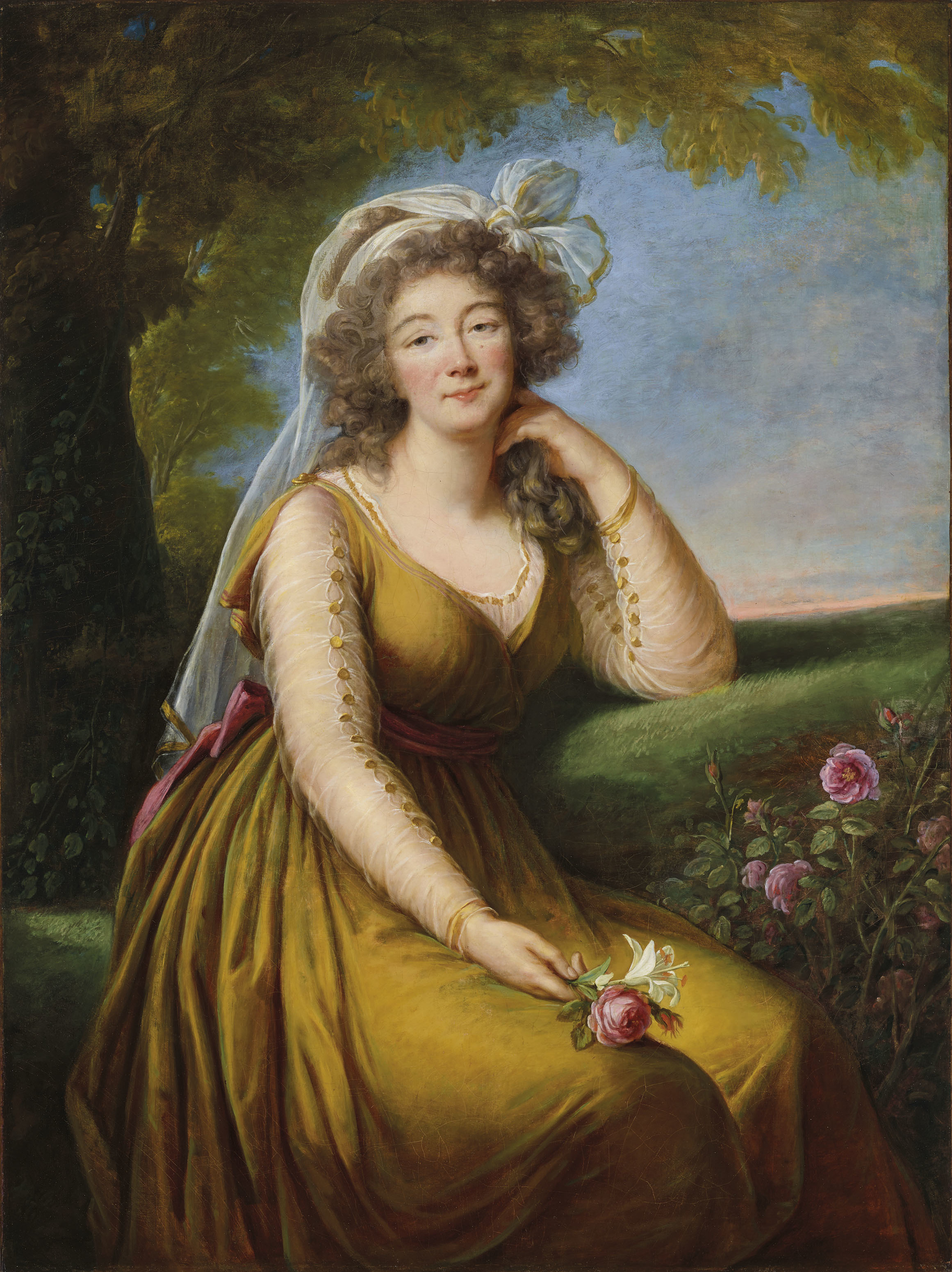
Madame Du Barry av Elisabeth Vigee-Lebrun.

### Fångenskap och exil
På dödsbädden förmåddes Ludvig XV på kardinalens begäran att underteckna ett lettre de cachet som spärrade in Jeanne du Barry i klostret Pont aux Dames. Att orden hade undertecknats av Ludvig XV var dock inte känt av andra, och såväl Jeanne du Barry själv som Marie-Antoinette var övertygade om att hon hade spärrats in på order av den nye monarken, Ludvig XVI. Hon blev omtyckt i klostret, där hon lätt kunde anpassa sig tack vare sin klosterutbildning, och abbedissan sände en bön om att hon skulle få slippa fri tack vare gott uppförande. Även hennes gamle vän prins de Ligne vädjade för henne. 
I maj 1775 blev hon villkorligt frisläppt, men förbud från att visa sig inom tio mil från Versailles eller Paris, något som gjorde att hon inte kunde återvända till Louveciennes, och hon hyrde därför slottet St Vrain. Hon återknöt kontakten med flera vänner, bland annat Richelieu, Emmanuel Armand de Vignerot du Plessis, Adolphe du Barry och sin svägerska Chon, som flyttade till henne med sin älskare.

### Livet på Louveciennes
Hösten 1776 fick hon tillstånd att återvända till sitt slott Louveciennes. Våren 1777 mottog hon ett uppmärksammat överraskningsbesök av Marie-Antoinettes bror, kejsar Josef. På Louveciennes ägnade hon sig sedan åt att förvalta sin förmögenhet och levde ett behagligt liv i kretsen av vänner och familjemedlemmar. En stor sorg var då Adolphe du Barry avled efter en duell i Bath 1778. Mellan 1778 och 1780 hade hon ett förhållande med sin granne, den engelska adelsmannen Henry Seymore, halvbror till earlen av Sandwich; deras korrespondens har senare utgivits. 
Hon inledde 1780 ett lyckligt förhållande med hertig Louis Hercule Timoléon de Cossé-Brissac, som skulle komma att vara i resten av hennes liv. Paret levde som sambor i hans palats i Paris och på hennes slott Louveciennes, och Brissac anlitade Elisabeth Vigee-Lebrun för att måla en porträttserie av henne. Hon presenterades som hans officiella älskarinna på en bal i Bayeux i Normandie 1782, där hennes skönhet beskrevs som oförändrad, och hon blev som hans älskarinna en accepterad medlem av aristokratin. Då hon en gång frågade sin gamla fiende, prinsessan de Beauvais varför hon hade varit så hatad av hovadeln svarade denna: "Vi hatade er aldrig men vi ville alla ha er plats". Jeanne ägnade sig åt att skapa en värdefull konstsamling på Louveciennes tillsammans med Brissac, som delade hennes konstintresse, och blev en kund hos Rose Bertin. Hon beskrivs som godhjärtad och generös och ägnade sig mycket åt välgörenhet: hon inrättade bland annat två fonder för stipendier åt konststudenter, och delade regelbundet ut förnödenheter i byn Louveciennes intill slottet, där hon blev omtyckt. Sedan hon inlett sitt förhållande med Brissac hade familjen du Barry flyttat ut från Louveciennes, men flera medlemmar av hennes egen familj Bécu levde i mindre hus på egendomen. Bland dem hennes dotter Betsi, som hon 1781 hade gift bort med markis de Boisseson och som efter moderns död 1788 blev hennes arvinge.   
År 1785 gjorde Jeanne du Barry det möjligt för kungen att köpa Château de Saint-Cloud från hertigen av Orléans till drottningen. Orleáns hade bett om överpris, men Brissac var nära vän med Orléans morganatiska maka, Madame de Montesson, och kungen gav då i uppdrag åt Louis Auguste Le Tonnelier de Breteuil att be Jeanne du Barry om att be Brissac övertala Orléans att sänka priset genom Montesson, något hon också framgångsrikt gjorde. Det påstods senare att detta ledde till en försoning mellan Jeanne, Marie-Antoinette och Choiseul på den årliga operabalen i Paris, men den uppgiften anses inte trolig eftersom Marie-Antoinette befann sig i framskriden graviditet och Choiseul var svårt sjuk vid den tid då mötet skulle ha ägt rum. 1788 mottog hon en delegation från den indiske sultanen av Mysore, som uppenbarligen trodde att hon fortfarande hade en maktposition och gav henne flera dyrbara gåvor. Hennes sambo Brissac var monarkist men stödde de progressiva reformisterna, och som hans värdinna deltog hon i hans stöd för finansminister Necker. Strax före revolutionen återvände Jeanne du Barry till Versailles, där hon såg sin sambo delta i den högtidliga processionen vid ständernas sammanträde.

## Franska revolutionen

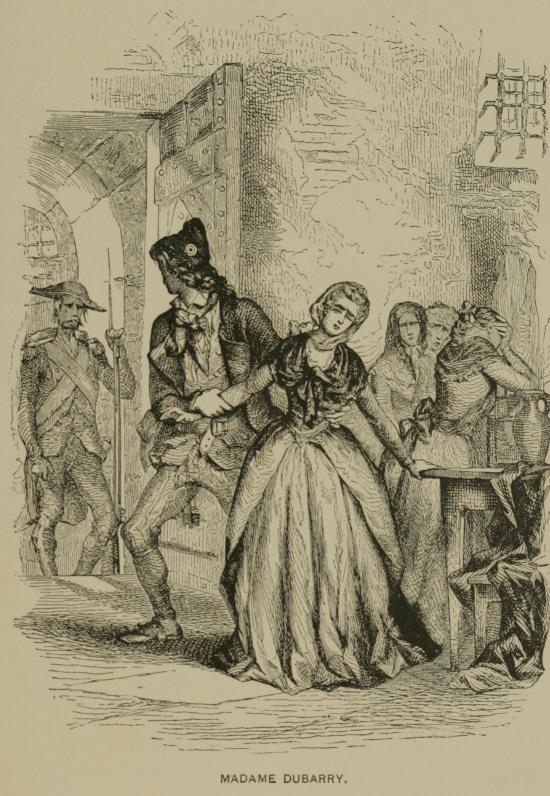
Madame du Barry vid sin avrättning av Tighe Hopkins, The Dungeons of Old Paris, 1897.

Den 14 juli 1789 utbröt franska revolutionen genom stormningen av Bastiljen i Paris inte långt från slottet Louveciennes. Jeanne du Barry satt då modell för den sista av de tavlor i den porträttserie Elisabeth Vigee-Lebrun målade av henne, då de såg rök stiga upp från staden intill och avbröt sittningen; tavlan målades inte klart förrän långt efter Jeannes död. Under kvinnomarschen till Versailles i oktober, flydde två skadade officerare ur det kungliga gardet till hennes hem efter att ha flytt från stormningen av Versailles. Hon tog emot dem och vårdade dem, något som senare skulle beskrivas som en akt av förräderi. Hon mottog ett tack av drottningen för denna handling. I november 1789 sålde du Barry sina diamanter genom sina bankirer i Paris, Vandenyuvers, och använde summan för att hyra tre gömställen i Paris som användes för hemliga rojalistmöten. Detta var i själva verket inte okänt av polisen, som hade flera spioner bland hennes personal, bland dem hennes före detta slav Zamor. Vid revolutionens utbrott började Jeanne förekomma i revolutionära smädeskrifter där hon beskrevs som den utsvävande förre kungens giriga hora.  

### Englandsresorna
Den 10 januari 1791, medan Jeanne tillbringade natten hos Brissac i Paris, stals hennes samling av juveler i ett inbrott på hennes slott. Brissac lät publicera detaljerade beskrivningar av hennes stulna juveler i en efterlysning i varenda större stad i Frankrike, något som svårt skadade hennes namn i den revolutionära stämning som rådde då. I februari återfanns hennes juveler i London, där ett antal personer hade försökt sälja dem. Hon gjorde därefter ett besök i London med juveleraren Jean Joseph Rouen för att identifiera dem. 
Den advokat som hade åtagit sig hennes sak i London var Nathaniel Forth, som i själva verket var en brittisk spion som samarbetade med franska rojalister. Detta observerades av franska spioner i London. På grund av sina förbindelser med Forth skulle Jeanne senare anklagas för att ha varit inblandad i agentverksamhet. Det är troligt att Forth använde fallet med Jeannes juveler som täckmantel i sina aktiviteter, men hur mycket Jeanne själv kände till är okänt. Det är känt att Jeanne inför sin andra resa till London ansökte om ett pass för tre månader men lät överföra ett stort belopp pengar till London, och att Forth lät hyra ett hus åt henne där. Jeanne gjorde ytterligare en resa till London i april, där åtalet avskrevs mot samtliga tjuvar utom en med motiveringen att en person i Storbritannien inte kunde åtalas för ett brott begånget i Frankrike. Vid hennes återkomst till Frankrike i maj kallades hon strax tillbaka till London, där hennes juveler fortfarande satt fast i förvar och där juveleraren Baron Lyon de Symons krävde kompensation för att han hade funnit hennes juveler. Under sitt tredje besök i London uppsökte hon på Forths råd gamla engelska bekanta, bland dem  hertigen av Queensberry, som presenterade henne för den engelska societeten, bland dem prinsen av Wales och Sir Horace Walpole. Hon blev en attraktion i Londonsocieteten och höll bjudningar där även franska exilrojalister fanns bland hennes gäster, till vilka hon också gav stora penningsummor. 
Hon återvände till Frankrike i sällskap med Nathaniel Forth, som av franska myndigheter var välkänd som brittisk spion. Hon underhöll Brissacs rojalistiska gäster på Louveciennes som hans värdinna, middagar där Zamor fungerade som spion för de franska myndigheterna. När Brissac fick befälet över kungens garde utnämnde han rojalister till posterna, och gardet upplöstes då myndigheterna fick veta att Brissac hade låtit Jeanne tillsätta söner till hennes vänner på dess poster. I maj 1792 arresterades Brissac åtalad för förräderi och fängslades i Orléans, där hon besökte honom och senare anklagades för att ha försökt muta honom fri. Den 22 juni 1792 tog Jeanne emot en skadad soldat, Maussabré, som deltagit i försvaret av kungapalatset i Paris under demonstrationen den 20 juni 1792, och gömde honom i Louveciennes. Strax därpå blev hennes hus genomsökt och Maussabré arresterades. 
Den 10 augusti 1792 stormades det kungliga slottet i Paris och kungafamiljen togs till fånga. I Paris anklagades hon nu i pressen för att ha deltagit i kontrarevolutionära aktiviteter med Brissac. Under septembermorden, då misstänkta kontrarevolutionärer mördades i massakrer i Paris och dess omgivande landsbygd, transporterades Brissac tillsammans med de övriga fångarna från Orléans till Paris och vidare mot Versailles. Fångtransporten överfölls på vägen och fångarna lynchades. Brissacs huvud höggs av och sattes upp på en pik, som av mördarna fördes till Louveciennes och visades upp för Jeanne utanför hennes fönster. Jeanne blev huvudarvinge i Brissacs testamente.  
I oktober 1792 besökte Jeanne London för fjärde gången. Hon skulle bland annat hjälpa Brissacs dotter Pauline de Mortemart att återvända till Frankrike för att kunna övervaka faderns testamente. Hon reste i sällskap med de emigrerande hertiginnorna de Brancas och d'Aiguillon, av vilka den sistnämnda reste illegalt utklädd till tjänare. I London presenterades hon för George III och presenterade i sin tur sina nu fattiga franska aristokratiska flyktingvänner för den engelska societeten. Under tiden utbröt skräckväldet i Frankrike. I januari 1793 avrättades den före detta Ludvig XVI, och franska spioner rapporterade att hon hade deltagit i en av de rojalistiska "martyrmässorna" som hölls för den avrättade exkungen klädd i sorgdräkt. Hon hade dock i själva verket varit sorgklädd ända sedan Brissacs död. Under besöket i London lånade hon ut 200.000 livres åt välgörenhet för de franska exilrojalistiska flyktingarna, och en lika stor summa åt prinsen av Rohan, som vid samma tid deltog i ett rojalistrevolten i Vendée. Hennes parisbankirer Vandenyvers överförde stora delar av hennes pengar till London för hennes affärer, något som då var illegalt. Jeanne hade mött prinsen av Rohan i London och hade enligt efterlämnade brev möjligen en kärleksaffär med honom.

### Arrestering
I mars 1793 återvände hon till Frankrike. Vid denna tid hade en brittisk republikan vid namn Georges Grieves bosatt sig i byn Louveciennes nedanför slottet, där han också grundat en jakobinklubb, till vilken han hade rekryterat bland annat Zamor. Vid sin återkomst upptäckte hon att hon hade klassificerats som illegal emigrant och att hennes egendom hade beslagtagits. Med hjälp av La Vallery, vice-president i Seine-et-Oise och bekant med Jeannes vän prinsessan de Rohan-Rochefort, kunde hon få sin emigrantstatus upphävd. Vid denna tid levde fortfarande många aristokrater på sina slott strax omkring Paris och i staden Versailles, skyddade av bland andra La Vallery, varav många var kvinnor vars män deltog i rojalistupproret i Vendée. 
I juni anmäldes hon av den lokala jakobinklubbens ordförande George Grieves enligt lagen om "aristokratiska tendenser och brist på patriotism" efter att ha varit värd för middagar där gästerna varit för detta aristokrater som tilltalat varandra med titlar och skålat för den avrättade kungen. Grieves anmälan stödde sig på uppgifter från hennes betjänt Zamor och 36 signaturer från byn Louveciennes. Grieves första försök att arrestera henne förhindrades dock av lokala ämbetsmän utsända av La Vallery, som bad henne att sätta sig i säkerhet i Versailles, något hon avböjde. Hon avskedade även Zamor. Grieves anmälde henne därefter direkt till regeringen samtidigt som han pekade ut även La Vallery som en förrädare och beskyddare av aristokrater. Stödd av en arresteringsorder från regeringen arresterades Jeanne du Barry av Georges Grieves, som letade igenom hennes hus och lät polisen låsa in hennes personal medan han trakasserade henne sexuellt genom att utsätta henne för en kroppsundersökning på hennes säng. Han bar henne därefter till en vagn, där han tvingade in henne och förde henne ensam till Paris, och ska under turen in ha erbjudit henne att låta henne löpa i utbyte mot sexuella tjänster. Jeanne klagade senare i brev från fängelset, där hon skrev att hon inte ens ville skriva ut på vilka sätt han hade kränkt henne under arresteringen. 

### Fångenskap
Jeanne du Barry placerades först i fängelset St Pelagie, där hon bland andra hade Manon Roland och skådespelerskan Mademoiselle Raoucort som medfångar. Georges Grieves flyttade in i hennes hem och lät arrestera även hennes personal och de av hennes familjemedlemmar som bodde i mindre hus på egendomen. Jeanne du Barry åtalades för 15 olika brott och ställdes inför rätta tillsammans med sina bankirer Vandenyvers, som hade överfört hennes pengar till England samt Brissacs vän Chevalier d'Escourre och Chevalier de la Blondie, som hade följt henne på resor till England. Georges Grieves anklagade henne för att ha arrangerat stölden som förevändning för att göra resor mellan England och Frankrike, där hon åtföljdes av den brittiske spionen Nathaniel Forth, som på så sätt fick hjälp att upprätthålla kontakten mellan hoven i London och Paris. Hennes bankir Vandenyvers tvingades medge att de hade överfört hennes pengar till London, där den franske spionen Blanche vittnade om att hon hade umgåtts med brittiska makthavare och franska exilrojalister, och Zamor vittnade om att hon hade underhållit rojalister på Louveciennes.

### Rättegång och dom
Rättegångsförhandlingarna inleddes i oktober. Jeanne du Barry medgav att hon hade slösat med allmänhetens pengar under sin tid som kunglig mätress, men hon förnekade anklagelserna om att hon hade konspirerat mot revolutionen, donerat pengar till franska rojalister och emigrerat. Hon ställdes inför rätta den 6 december tillsammans med Vandenyvers och dennes två söner. George Grieve och Zamor vittnade mot henne, samt flera medlemmar av hennes personal, som till de förras uppgifter lade till vittnesmål om att de hade sett henne bränna papper och begrava saker på tomten om nätterna. Vid rättegångens slut dömdes Jeanne du Barry och hennes medanklagade till döden för förräderi att halshuggas dagen därpå. Hon ska ha uppfört sig sorgset och lågmält vid rättegången och svimmat med ett skrik då hon meddelades domen. 
Morgonen därpå föreslog hon myndigheterna att de skulle släppa henne fri i utbyte mot att hon talade om var i sin trädgård hon hade grävt ned sina mynt och juveler. Myndigheterna gick med på förslaget och ägnade tre timmar år att anteckna efter hennes diktamen var på hennes egendom hon hade gömt undan guld, silver och ädelstenar. När förteckningen var gjord, lämnade ämbetsmännen hennes cell. Därefter kom bödeln in, klippte av hennes hår, band hennes händer och bar ut henne till bödelskärran och körde henne till avrättningsplatsen tillsammans med Vandenyvers och hans söner, som skulle avrättas med henne. Jeanne du Barry ska ha gråtit hela vägen till avrättningen, och för att undvika att åskådarna greps av medlidande avrättades hon först. Hon ska då ha skrikit och kämpat emot och handgripligen ha fått bäras uppför plattformen medan hon skrek: "Ni tänker göra mig illa! Jag ber er att inte göra mig illa!" Hennes sista ord till bödeln sägs ha varit: "De grâce, monsieur le bourreau, encore un petit moment." ('Snälla herr bödel en liten stund till.')        
Jeanne du Barry avrättades medelst giljotin på Place de la Révolution (nuvarande Place de la Concorde) den 8 december 1793. Jeanne du Barry har kallats Europas sista mätress: under artonhundratalet började monarkerna hålla sina älskarinnor hemliga.

## Fiktion

### Film
- Madame Du Barry (film) från 1934
- Jeanne du Barry (film) från 2023

I filmen Marie Antoinette från 2006 spelas Jeanne du Barry av Asia Argento.